# Румянцев Олексій Федорович
Олексій Федорович Румянцев (19 жовтня 1919, село Старе, тепер Фіровського району Тверської області, Російська Федерація — 29 квітня 2008, місто Москва) — радянський діяч, економіст, журналіст, головний редактор «Экономической газеты». Член Центральної Ревізійної комісії КПРС у 1966—1986 роках. Професор (1967).

## Життєпис
Трудову діяльність розпочав у 1937 році техніком з ремонту енергообладнання Ленінградської гідроелектростанції (ГЕС).
У 1939 році закінчив Ленінградський енергетичний технікум.
У 1939—1942 роках — конструктор, груповий інженер, заступник начальника електроцеху Бюро із спорудження пересувних електростанцій в Ленінграді і Томську.
Член ВКП(б) з 1940 року.
У 1942—1943 роках — начальник електроцеху будівництва Барнаульського котельного заводу, начальник дільниці пересувних електростанцій, заступник начальника монтажного цеху заводу Челябінська.
У 1943—1944 роках — старший інженер відділу пересувної енергетики Народного комісаріату електростанцій СРСР.
У 1945—1948 роках — слухач Вищої партійної школи при ЦК ВКП(б).
У 1948—1965 роках — заступник керівника, керівник кафедри радянської економіки Вищої партійної школи при ЦК ВКП(б) (КПРС).
У серпні 1965 — грудні 1985 року — головний редактор «Экономической газеты».
Одночасно у 1967—1969 роках — керівник кафедри радянської економіки Вищої партійної школи при ЦК КПРС.
З 1986 року — професор кафедри теорії і практики державного регулювання економіки народного господарства Академії суспільних наук при ЦК КПРС.
Автор численних підручників, навчальних посібників і наукових статей з економіки промисловості та будівництва, регулювання та планування, ефективності виробництва, статистики та аналізу господарської діяльності.
Помер 29 квітня 2008 року. Похований в Москві.

## Нагороди і звання
- орден Леніна
- орден Трудового Червоного Прапора
- орден «Знак Пошани»
- медаль «За доблесну працю. В ознаменування 100-річчя з дня народження Володимира Ілліча Леніна»
- медалі